# Sant’Elena Sannita
Sant’Elena Sannita (früher: Cameli) ist eine italienische Gemeinde (comune) in der Provinz Isernia in der Region Molise im Apennin mit 281 Einwohnern (Stand 31. Dezember 2023). Die Gemeinde liegt etwa 30 Kilometer westlich von Isernia.

## Verkehr
Die frühere Strada Statale 62 Molesana (heute die Provinzstraße 2) von Cantalupo nel Sannio nach Castropignano führt durch die Gemeinde.